# Eduard Jacobi (Mediziner)
Eduard Anton Jacobi (* 26. Januar 1862 in Liegnitz, Provinz Schlesien; † 9. Januar 1915 in Freiburg im Breisgau) war ein deutscher Arzt und Hochschullehrer, der sich insbesondere mit Dermatologie und Syphilis befasste. Er war Begründer und erster Direktor der Freiburger Hautklinik und schuf die Grundlagen für die bedeutende Moulagen-Sammlung der Albert-Ludwigs-Universität Freiburg.

## Leben
Eduard Jacobi, Sohn eines Fabrikanten, begann nach dem Schulbesuch ein Studium der Medizin an der Albert-Ludwigs-Universität Freiburg, der Universität Breslau, der Julius-Maximilians-Universität Würzburg sowie der Universität Halle. Nach Abschluss des Studiums wurde er Assistent von Albert Neisser an der Dermatologischen Klinik in Breslau und schloss 1886 seine Promotion zum Doktor der Medizin mit der Dissertation Zum feineren Bau der peripheren markhaltigen Nervenfaser ab. Als Assistent ging er 1889 nach Freiburg im Breisgau an die chirurgische Klinik, um sich dort mit Dermatologie zu befassen und seine Habilitation für Dermatologie und Syphilis abzuschließen. Danach wurde er 1890 zunächst Privatdozent sowie 1895 außerordentliche Professur für Dermatologie an der Albert-Ludwigs-Universität Freiburg sowie Direktor der Poliklinik für Hautkrankheiten im Klinischen Hospital. 1897 veranstaltete die Medizinische Fakultät der Universität im Zusammenhang mit der Einführung der Dermatologie eine Umfrage an den deutschen Universitäten, wonach neben sechs bestehenden Lehrstühlen an fünf weiteren eine geordnete Lehre im Fachgebiet möglich war, darunter in Freiburg.
Am 23. Juli 1902 wurde schließlich eine etatmäßige außerplanmäßige Professur für Dermatologie und Syphidologie bestellt, womit der Lehrstuhl für diese Fachrichtung eingerichtet war. Zugleich wurde er Direktor der dortigen Dermatologischen Klinik und Poliklinik sowie Direktor des nach Niels Ryberg Finsen benannten Finsen-Instituts. Ab dem Sommersemester 1903 wurde die Fachklinik in der Chirurgischen sowie teilweise in der Medizinischen Klinik untergebracht. Die dortigen Arbeitsverhältnisse waren katastrophal, dennoch hatte er mit der Einrichtung eines kleinen bakteriologischen Labors, einer Anlage zur Röntgen- und Finsen-Behandlung und der Grundlegung der Moulagensammlung das Fach auf den zeitgemäßen wissenschaftlichen Weg gebracht. Die Moulagensammlung dermatologischer Krankheitsbilder bereicherte den Lehrstuhl und hatte die Grundlagen der Wachsbildnerei bereits als Assistent von Neisser in Breslau erlernt und mit seinem Moulageuren Th. Johnsen und Otto Vogelbacher in Freiburg eine Sammlung erstellt, die bereits 1901 siebzig Stücke umfasste.
Sein in Freiburg erarbeiteter und 1903 erstmals erschienener Atlas der Hautkrankheiten unter Einschluss der wichtigsten venerischen Erkrankungen sowie die zwischen 1906 und 1914 gemeinsam mit Neisser als Redakteur veröffentlichte Ikonographia Dermatologica wurden internationale Standardwerke. Für seinen Atlas, der zwischen 1903 und 1920 in sieben Auflagen erschien, verwendete er dabei ausschließlich Moulagenbilder und erwarb für die Sammlung der Albert-Ludwigs-Universität Freiburg Originale, Kopien und Negativformen aus den seinerzeit führenden europäischen Moulagensammlungen. Für die heute noch fast 850 Stücke umfassende Sammlung „Kunstgeschichtliche Zeugnisse einer heute nicht mehr existierenden Fertigkeit“, sind Bestrebungen im Gange, den Erhalt zu sichern. Die geplante Schaffung einer eigenen Klinik für Haut- und Geschlechtskranke hat er nicht erlebt, da er im Januar 1915 einer schweren Lungenentzündung nach einer Fahrt als Stabsarzt der Reserve an die Westfront im Elsass, bei der es um die Abklärung einer, wie sich später herausstellte, harmlosen epidemischen Hautkrankheit ging. Zunächst beauftragte die Medizinische Fakultät daraufhin den in Freiburg praktizierenden Dermatologen Karl Taege, die Klinik provisorisch zu führen und die entsprechenden Vorlesungen zu halten. Zum 1. Oktober 1915 wurde aus der Bonner Klinik des Mitentdecker der Spirochaeta pallida Erich Hoffmann, dessen Oberarzt Georg Alexander Rost als Extraordinarius für Dermatologie und Syphidologie an die Universität Freiburg berufen.

## Veröffentlichungen
- Zum feineren Bau der peripheren markhaltigen Nervenfaser, Dissertation, 1886(Onlineversion und (Onlineversion))
- Härtung und Färbung von Plattenkulturen, 1888 (Onlineversion)
- Chronische Ulzerationen an den weiblichen Genitalien
- Vier Fälle von Milzbrand beim Menschen, in: Zeitschrift für klinische Medizin, 1890 (Onlineversion)
- Anatomische Untersuchungen über die Wirkungen des Koch’schen Tuberkulin auf Lupus, 1891
- Histologische Untersuchungen über die Einwirkung des höchsten Mittels auf Lupus, 1891
- Pathologie und Pathogenese der Lichen scrophulosorum
- Über Lichtbehandlung der Lupus vulgaris
- Atlas der Hautkrankheiten unter Einschluss der wichtigsten venerischen Erkrankungen, 1903, 3. Auflage 1907
- Die Bedeutung der Geschlechtskrankheiten und ihre Bekämpfung
- Eine besondere Form der Trichophytie als Folgeerscheinung des permanenten Bades, 1907;

in englischer Sprache:
- Portfolio of dermochromes, 1904